# Chiesa di San Nicola (Vukovar)
La chiesa di San Nicola (in serbo Храм светог Николе?; in croato Crkva Svetog Nikolaja) è un edificio di culto serbo ortodosso di Vukovar, in Croazia.

## Storia e descrizione
L'edificio attuale fu costruito tra il 1733 ed il 1737 sul sito dove precedentemente si ergeva una chiesa in legno realizzata nel 1690. Il campanile fu completato nel 1767. Durante la seconda guerra mondiale fu chiusa al culto dalle autorità fasciste croate e i suoi arredi interni rubati. Con lo scoppio della guerra d'indipendenza croata e l'inizio della battaglia di Vukovar nel 1991-92, l'edificio fu gravemente danneggiato dalle milizie croate. L'interno della chiesa fu infatti minato e fatto esplodere, provocando un incendio e danni gravissimi. Anche la cuspide del campanile andò distrutta nei combattimenti. Le icone che arredavano gli interni furono trasferite per tempo a Novi Sad e così salvate dalla distruzione. Nel 2012 fu completato il restauro degli esterni mentre le parti interne sono ancora in corso di restauro.
L'edificio, costruito in stile barocco, presenta una pianta a una sola navata chiusa da un'abside.